# ロール・ワン
有限会社ロール・ワン（英名：ROLL ONE、シンボルマーク：R-1）は、テレビ番組の企画・制作の事業を行う制作プロダクションである。バラエティ番組・情報番組・特別番組の制作を取り上げられている。

## 概略
創設者は元ニッポンクリエイティブビジョンのプロデューサー兼チーフディレクターに勤めさせた林田竜一がそのスタッフと集まり、立ち上げた会社である。

### 主な取引先

#### 放送局
- 株式会社フジテレビジョン
- 日本テレビ放送網株式会社
- 株式会社TBSテレビ
- 株式会社テレビ朝日
- 株式会社テレビ東京
- 株式会社テレビ大阪

#### 番組制作会社
- 株式会社共同テレビジョン
- 株式会社スフィンクス

...ほか

## 所属スタッフ
- 林田竜一（代表者、プロデューサー／⇒NCV）
- 牛込剛（ディレクター／⇒NCV）
- 酒井正義（AP／⇒NCV）

## 主な担当番組

### 現在
レギュラー番組
- くりぃむクイズ ミラクル9（テレビ朝日）
- 人生で大事なことは○○から学んだ（ABCテレビ）

スペシャル番組
- 24時間テレビ 「愛は地球を救う」（日本テレビ）
- エンタの神様（日本テレビ）
- 中居正広の7番勝負!超一流アスリートVS芸能人どっちが勝つの?SP（日本テレビ）

### 過去
レギュラー番組
- B.C.ビューティー・コロシアム（フジテレビ）
- エンタの神様（日本テレビ）
- 脳内エステ IQサプリ（フジテレビ）
- キレイのレシピ（BS朝日）
- Run for money 逃走中（フジテレビ）
- クロノス（フジテレビ）
  - 逃走中（クロノス）
- ジャンプ!○○中（フジテレビ）
  - 逃走中（ジャンプ!○○中）
  - 密告中
- 個人授業〜正しい和田アキ子の作り方〜（TBS）
- 手紙バラエティ 三丁目のポスト（テレビ大阪）
- ペケ×ポン（フジテレビ）
- SUPER SURPRISE・うんちくクン（日本テレビ）
- シアワセ結婚相談所（日本テレビ）
- うんちく・しりすぎ（日本テレビ）
- おとなの学力検定スペシャル小学校教科書クイズ!（日本テレビ）
- お笑い芸人どっきり王座決定戦スペシャル（フジテレビ）
- ソモサン・セッパ!（フジテレビ）
- ザ・追跡スクープ劇場（日本テレビ）

スペシャル番組
- 大笑点（日本テレビ）
- 日本偉人大賞（フジテレビ）
- うたナビ☆7（日本テレビ）
- 脳天イライラクイズ（日本テレビ）
- モクスペ（日本テレビ）
  - ナイナイメモリー
  - 世界のすんごい1位と世界のすんごいビリを全部みせちゃいますスペシャル
- ハマる!動画ネタ天国（日本テレビ）
- マンガみたいな本当の話（日本テレビ）